# Chào em, Chi Hoa
Chào em, Chi Hoa (tiếng Trung: 你好，之华) là phim điện ảnh tình cảm lãng mạn của Trung Quốc do Shunji Iwai làm đạo diễn kiêm viết kịch bản, Trần Khả Tân làm nhà sản xuất. Phim có sự tham gia của các diễn viên gồm Châu Tấn, Tần Hạo, Trương Tử Phong, Đỗ Giang và Hồ Ca. Phim chính thức ra rạp từ ngày 9 tháng 11 năm 2018.

## Nội dung
Chào em, Chi Hoa được coi là phiên bản Trung Quốc của phim điện ảnh kinh điển Nhật Bản Love Letter năm 1995.
Trong Chào em, Chi Hoa, Châu Tấn vào vai một người phụ nữ ở độ tuổi trung niên tên là Viên Chi Hoa. Viên Chi Hoa có một người chị gái là Chi Nam. Sau khi Chi Nam qua đời, Chi Hoa đã thay chị gái đi họp lớp. Ở buổi họp mặt, Chi Hoa gặp lại người con trai mà mình từng rất ngưỡng mộ, Doãn Xuyên (Tần Hạo). Hai người không dùng điện thoại hay email để liên lạc, mà thay vào đó, họ viết thư cho nhau. Qua những bức thư được gửi đi, cuộc đời của người chị gái Chi Nam hiện lên vô cùng sống động, và những bức thư vô tình trở thành sợi dây móc nối ba con người lại với nhau.

## Bảng phân vai
- Châu Tấn vai Viên Chi Hoa
- Tần Hạo vai Doãn Siêu
- Đỗ Giang vai Zhou Wentao
- Trương Tử Phong vai Viên Chi Hoa (lúc nhỏ) / Zhou Saran
- Đặng Ân Hy vai Viên Chi Nam (lúc nhỏ) / Yuan Mumu
- Biên Thiên Dương vai Doãn Siêu (lúc nhỏ)
- Hu Changlin vai Yuan Chenchen
- Wu Yanshu (cameo) vai Chen Guizhi
- Đàm Trác (cameo) vai Ji Hong
- Hồ Ca (cameo) vai Trương Siêu

## Giải thưởng
| Giải thưởng                      | Hạng mục                         | Đề cử            | Kết quả   |
| -------------------------------- | -------------------------------- | ---------------- | --------- |
| Giải Kim Mã lần thứ 55           | Nữ diễn viên xuất sắc nhất       | Châu Tấn         | Đề cử     |
| Giải Kim Mã lần thứ 55           | Nữ diễn viên phụ xuất sắc nhất   | Trương Tử Phong  | Đề cử     |
| Giải Kim Mã lần thứ 55           | Kịch bản gốc xuất sắc nhất       | Shunji Iwai      | Đề cử     |
| Phim xuất sắc thường niên Piaget | Phim xuất sắc thường niên Piaget | Chào em, Chi Hoa | Đoạt giải |